# 주파푸아뉴기니 대한민국 대사관
주파푸아뉴기니 대한민국 대사관(영어: Embassy of the Republic of Korea in Papua New Guinea)은 파푸아뉴기니 포트모르즈비에 위치하고 있는 대한민국 대사관이다. 이 공관은 바누아투, 솔로몬 제도 주재 대한민국 대사관을 겸임한다.

## 역사
대한민국은 1976년 5월 19일에 파푸아뉴기니와 외교 관계를 수립했다. 1981년 12월 18일에는 대한민국 정부가 파푸아뉴기니 포트모르즈비에 주파푸아뉴기니 대한민국 대사관을 설립했고 1991년 4월 25일에는 파푸아뉴기니 정부가 대한민국 서울에 주한 파푸아뉴기니 대사관을 설립했다.

## 역대 대사
- 제1대: 윤처원 (1982년 4월 16일 ~ 1985년 5월 1일)
- 제2대: 우문기 (1985년 5월 1일 ~ 1989년 3월 6일)
- 제3대: 최남준 (1989년 3월 27일 ~ 1991년 8월 23일)
- 제4대: 이석곤 (1991년 8월 28일 ~ 1994년 9월 5일)
- 제5대: 이현태 (1994년 9월 24일 ~ 1996년 2월 20일)
- 제6대: 서현섭 (1996년 2월 29일 ~ 1998년 5월 1일)
- 제7대: 여한종 (1998년 5월 4일 ~ 2002년 3월 2일)
- 제8대: 유창현 (2002년 3월 8일 ~ 2005년 3월 2일)
- 제9대: 박상윤 (2005년 3월 14일 ~ 2008년 9월 20일)
- 제10대: 한원중 (2008년 9월 26일 ~ 2011년 3월 17일)
- 제11대: 이휘진 (2011년 3월 25일 ~ 2013년 8월 2일)
- 제12대: 김성춘 (2013년 10월 31일 ~ 2016년 11월 1일)
- 제13대: 곽범수 (2016년 11월 3일 ~ 2017년 11월 22일)
- 제14대: 강금구 (2018년 5월 12일 ~ 2021년 5월 29일)
- 제15대: 강호증 (2021년 6월 17일 ~ 2024년 8월 20일)
- 제16대: 최종호 (2024년 8월 21일 ~ 현재)

## 같이 보기
- 대한민국-파푸아뉴기니 관계
- 주한 파푸아뉴기니 대사관
- 대한민국의 재외공관 목록
- 파푸아뉴기니 주재 외국공관 목록